# Anchophthalmus
Anchophthalmus (лат.) — род жуков из семейства чернотелок. Около 30 видов.

## Распространение
Встречаются в Африке: Ботсвана, Бурунди, Зимбабве, Кения, Конго-Заир, Мозамбик, Руанда, Сомали, Танзания и ЮАР.

## Описание
Жуки коричневого и чёрного цвета, длина тела 9 — 20 мм. 7 — 11-й членики усиков поперечные, расширенные. Ментум с вытянутым основанием. Последний членик максиллярных щупиков раздвоен. Скутеллюм широкий. Надкрылья с 9 рядами бороздок. Крылья редуцированы. В составе рода около 30 видов, часть из которых ранее рассматривались в составе родов Oncotiphallops, Oxythorax и Selinus. Род включают в состав трибы Platynotini (или в подтрибе Platynotina в трибе Pedinini) из подсемейства Blaptinae (ранее их рассматривали в составе подсемейства Tenebrioninae) и он близок к родам Selinus и Kochogaster.
- Anchophthalmus algoensis Péringuey, 1904
- Anchophthalmus altioricola Koch, 1956
- Anchophthalmus backlundi Ferrer, 1983
- Anchophthalmus barbosai (Koch, 1956)
- Anchophthalmus basilewskyi Koch, 1956
- Anchophthalmus bredoi Koch, 1956
- Anchophthalmus brevis Koch, 1956
- Anchophthalmus cariniceps Koch, 1956
- Anchophthalmus clathratus (Fahraeus, 1870)
- Anchophthalmus curvipes Koch, 1956
- Anchophthalmus densaticollis Fairmaire, 1887
- Anchophthalmus dentipes Gerstaecker, 1854
- Anchophthalmus eurychoroides Koch, 1956
- Anchophthalmus gerstaeckeri Iwan, 2002
- Anchophthalmus katangicus Koch, 1956
- Anchophthalmus mittoni Koch, 1956
- Anchophthalmus nyassicus Koch, 1956
- Anchophthalmus obsoletus (Ancey, 1877)
- Anchophthalmus oncotipes Koch, 1956
- Anchophthalmus pedestris Koch, 1956
- Anchophthalmus plicipennis Péringuey, 1904
- Anchophthalmus pulvereus Koch, 1956
- Anchophthalmus silphoides Gerstaecker, 1854
- Anchophthalmus simplex Koch, 1956
- Anchophthalmus soleatus Koch, 1956
- Anchophthalmus spinipes  Koch, 1956
- Anchophthalmus straeleni Koch, 1956
- Anchophthalmus striolipennis Koch, 1956
- Anchophthalmus tenuisculptus Ferrer, 1995
- Anchophthalmus variabilis Gebien, 1910